# الدوري التشيكي لكرة اليد للسيدات
الدوري التشيكي لكرة اليد للسيدات هو دوري لأندية كرة اليد للسيدات في التشيك. تأسس في سنة 1993 بعد تفكك تشيكوسلوفاكيا يتم تنظيمه من قبل الاتحاد التشيكي لكرة اليد.